# Joan Pericot i Garcia
Joan Pericot i Garcia (Girona, 28 d'agost de 1907 – 13 de febrer de 1987) fou un arquitecte i decorador català.

## Biografia
Era el petit de quatre germans, en Lluís, en Pepe i la Maria. D'arrels torroellenques, va passar la seva infantesa a la ciutat de Girona. Als set anys la família es va traslladar a viure a Barcelona, on va cursar el batxillerat, estudis de dibuix i pintura i d'arquitectura. Va entrar a l'Escola Superior d'Arquitectura on va conèixer amics com en Ramon Reig i en Joan Baca, que a partir de 1933 seria el seu cunyat. Quan li faltava un any per acabar la carrera la va deixar a causa de desavinences amb un professor. Llavors ja treballava en el despatx de l'arquitecte Pere Benavent i va ser nomenat professor de dibuix i arts aplicades de l'Institut-Escola Pi i Margall, càrrec que va haver de deixar en ser mobilitzat per la guerra el 1938. Molts anys després obtingué el títol de decorador.
A principis de la dècada de 1930, junt amb l'arquitecte Joan Baca, va fer una casa al passeig de Torroella de Montgrí (Can Vallana). El Sr. Martí, que acabava de comprar la finca la Marineda a Calella de Palafrugell (1931), va veure el treball realitzat a aquesta casa de Torroella i els va encarregar la reforma de la Marineda. És arran d'aquest treball professional que Pericot descobreix Calella. El 1941 junt amb el seu cunyat van decidir comprar-se una casa a mitges al carrer de Miramar, de Calella. Aquí per la diada de Tots Sants i durant gairebé més de dues dècades reunien als pescadors i feien una cantada. Després de deu anys compartint casa, a l'anar augmentant la família, es va decidir buscar una altra casa, i Joan Pericot es va comprar una casa al passeig Canadell l'any 1951.
La col·laboració professional entre Pericot i Baca perdurà al llarg dels anys. Varen projectar fàbriques a Terrassa, hotels i cases per tota la Costa Brava, Barcelona, Girona, Sitges, etc. A Calella, Pericot va dissenyar el passeig del Canadell, la plaça de l'església de Sant Pere de Calella de Palafrugell, el nou campanar, la millora dels accessos a les platges, les plaques de ceràmica amb els noms dels carrers i els fanals artístics, entre altres projectes. Pericot es va dedicar professionalment a l'arquitectura, i en els moments de lleure a la pintura: aquarel·les, dibuixos, i paisatges a l'oli. Va fer diverses exposicions i va guanyar alguns premis. També va escriure molts articles, sonets i les auques de Santa Caterina i del castell del Montgrí, a més de les seves memòries d'infantesa i de la guerra.
Interessat en el món de l'havanera, va ser col·laborador de Frederic Sirés i Ernest Morató en el llibre Calella de Palafrugell i les havaneres promogut per Francesc Alsius. El llibre es presentà el 1966 a can Batlle, acompanyat d'una cantada, origen de la cantada d'havaneres de Calella. Va ser un dels fundadors de l'Associació de Veïns i Amics de Calella. Joan Pericot es va casar amb Montserrat Colomer Presas, el 22 de febrer de 1936. Van tenir tres fills, Montserrat (Tota), Pere (que morí als tres mesos) i Marta.
Des de 2000 una avinguda de Calella de Palafrugell duu el seu nom.

## Història arxivística
La seva documentació va ser aplegada i conservada pel mateix Joan Pericot i Garcia. La família la va cedir a l'Arxiu Municipal de Palafrugell. El fons està format per documents personals, articles i textos, dibuixos impresos i enregistraments sonors d'havaneres i cants de taverna. Destaquen els enregistraments sonors de les cantades d'havaneres que es van fer per a la presentació del llibre Calella de Palafrugell i les havaneres l'any 1966 i que van ser les precursores de la cantada d'havaneres de Calella.